# マトウダイ
マトウダイ（的鯛、学名：Zeus faber）は、マトウダイ目マトウダイ科に属する魚類の1種。口が前に伸びて馬面になるが、体側面に弓道の的のような特徴的な黒色斑をもち、マトダイ（的鯛）などとも呼ばれる。

## 名称
地方名に、カガミダイ（福島県、千葉県）、ハツバ（千葉県小湊）、カネタタキ（新潟県、愛媛県宇和島市）、クルマダイ(新潟県、富山県、石川県、福井県)、モンダイ（石川県能登町宇出津）、バト（福井県）、バトウ（京都府与謝郡、島根県）、ツキノワ（鳥取県）、オオバ（山口県萩市）、ホンマト（愛知県豊橋市）、マトウオ（和歌山県太地）、マトハギ（和歌山県串本）、マトウ（兵庫県）、ワシノイオ（福岡県）などがある。
漢名は「海魴」、別名に遠東海魴、日本的鯛、月亮魚などがあり、英語のdoryに基づく多利魚という言い方もある。
本種は英語で「John dory」と呼ばれるがその起源ははっきりわかっておらず、フランス語の「jaune d'orée（黄色い辺縁をもつもの）」など、由来については諸説ある。一方、ドイツ語（Petersfisch）・フランス語（Saint-Pierre）・スペイン語（pez de San Pedro）など他の複数の言語では、キリスト教における十二使徒の一人、聖ペトロにちなんだ名前で呼ばれる。聖ペトロは貢物のお金をマトウダイの口から取り出したとする伝承があり、本種の黒色斑はこのときにつけられた聖ペトロの指紋に見立てられている。また、英語でも的に見立てた「target perch」という別名もある。

## 分布・生態
マトウダイは西部太平洋・地中海・インド洋・東部大西洋に分布する海水魚である。日本の近海にも多く、本州中部から東シナ海にかけての沿岸域に生息する。温暖な海の海底付近で暮らす底生魚で、群れは作らず単独で遊泳していることが多い。
通常の食性は魚食性で、ときおり甲殻類や頭足類を捕食する。産卵は冬から春にかけて行われ、具体的な時期は地域によって異なる。卵は分離性浮性卵で、仔魚および稚魚は浅い海で成長した後、次第に水深50 - 150メートルの深みに移行する。成長は比較的遅く、性成熟には4年を要することもある。

## 形態

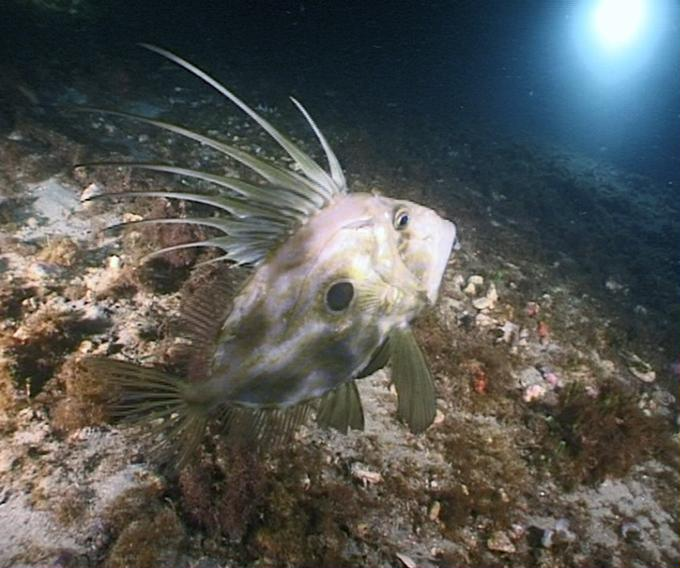
海底近くを遊泳するマトウダイ。細長く伸びた背鰭の鰭膜と、体側の円形黒色斑が明瞭である

マトウダイは左右に平たく、著しく側扁した楕円形の体型をもつ。全長40センチメートルほどの個体が多いが、最大では90センチメートルにまで達する。口は大きく斜め上向きで、前方に素早く突き出すことができ、そうやって餌をとらえる。稚魚の体はほぼ円形で、黒色～褐色の不規則な縦縞をもつ。
体の両側面には明瞭な縁取りをもつ円形の黒色斑が存在し、本種の大きな特徴となっている。眼に似ていることから眼状斑とも呼ばれ、幼魚のときは鮮明だが成魚になるとやや不鮮明になる。同じマトウダイ科に所属する近縁のカガミダイ（Zenopsis nebulosa）は本種とよく似た姿をしているが、黒色斑が不明瞭であること、頭部背側がやや陥凹することなどで区別される。
背鰭の棘条は9 - 11本で、前方部の鰭膜は糸状に細長く伸びる。背鰭軟条は22 - 24本で、臀鰭は4本の棘条と20 - 23本の軟条で構成される。鱗は微小で、皮膚に埋もれる。

## 人間との関わり

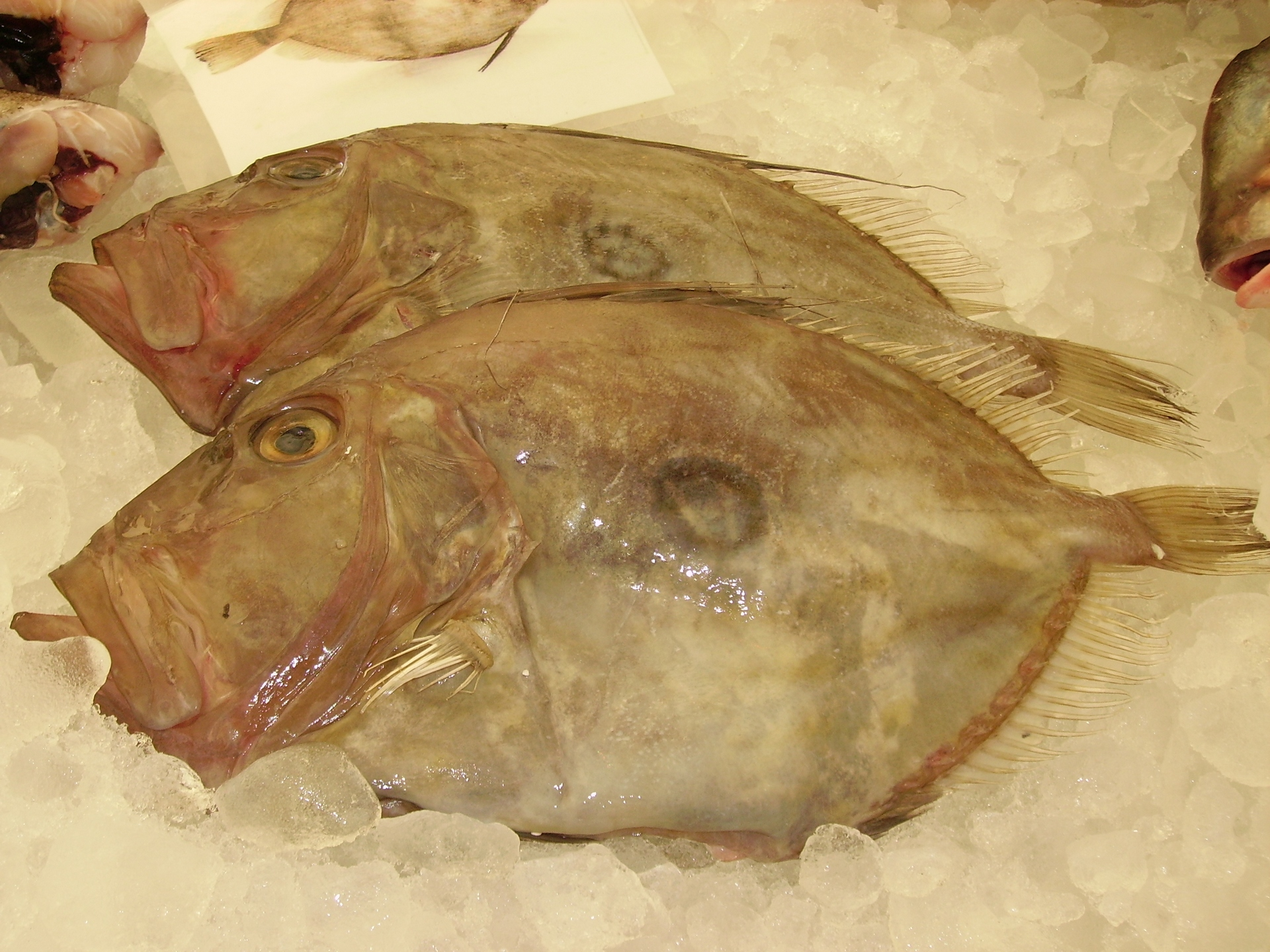
市場に並ぶマトウダイ。本種は世界各地で食用にされ、特に地中海沿岸とオーストラリアで珍重される

マトウダイはいわゆる白身魚で、味が良いため日本を含む世界各地で食用として利用される。旬は産卵期の前で、刺身・煮付け・唐揚げ・フライ・鍋料理などさまざまな方法で調理される。
肝も大きいため食用とされる。釣りの対象魚とされることもあり、ルアーや小魚が用いられる。